# وویچینتسه
وویچینتسه (به صربی: Voljčince) یک منطقهٔ مسکونی در صربستان است که در ژیتوراجا واقع شده‌است. وویچینتسه در حدود ۹۰۰ نفر جمعیت دارد.